# Tomasz Sobisz
Tomasz Sobisz (ur. 11 lutego 1973 w Lęborku) – polski artysta rzeźbiarz.

## Życiorys
Urodził się w rodzinie Henryka i Marii z domu Stencel. Ukończył Liceum Sztuk Plastycznych w Gdyni-Orłowie i Akademię Sztuk Pięknych w Gdańsku na Wydziale Rzeźby – pracownia prof. Stanisława Radwańskiego. W 1998 obronił dyplom, za który otrzymał Grand Prix Ministra Kultury i Sztuki za najlepszy dyplom w kraju. 
W stopniu doktora habilitowanego pracuje w macierzystej uczelni w Katedrze Rzeźby i jest kierownikiem pracowni Podstaw Rzeźby. W latach 2016–2020 był prodziekanem Wydziału Rzeźby i Intermediów ASP w Gdańsku. 
Uczestniczył w licznych wystawach zbiorowych i indywidualnych. Autor realizacji pomnikowych i małej architektury w kraju i zagranicą, m.in. w Niemczech, Szwecji, Kanadzie i Hiszpanii.
Obecnie mieszka i tworzy w Skrzeszewie. Jest żonaty.

## Wystawy indywidualne
- 1992 – Muzeum Borów Tucholskich, Tuchola
- 1993 – Bazylika Mariacka, Gdańsk
- 1997 – Galeria „Strome Schody”, Lębork
- 1998 – Relictus, Baszta Narożna, Lębork
- 1999 – Emanacja Ikony, Gdynia
- 2000 – Kummel Festivalen 2000, Kalmar
- 2001 – Galeria Żak, Gdańsk
- 2004 – Flagi, Chorągwie, Tarcze, Sala Rajców, Ratusz, Lębork
- 2004 – Wota, Znaki, Blizny, Muzeum w Lęborku
- 2005 – Flagi, Chorągwie, Tarcze, Urząd Miejski, Gdynia
- 2006 – Flagi, Chorągwie, Tarcze, St. Jakobi Kirche, Stralsund
- 2011 – MEMORANDUM, Centrum Rzeźby Polskiej w Orońsku
- 2012 – STABILE, Gdańska Galeria Miejska, Gdańsk
- 2012 – OPUS 4,33, Terminal Sztuki, Darłowo
- 2013 – MY HERITAGE - Muzeum, Lębork
- 2014 – PRO PATRIA - Nadbałtyckie Centrum Kultury, Gdańsk
- 2015 – BATTLEFIELD - Państwowa Galeria Sztuki, Sopot[2]
- 2023 – HOMO HOMINI - Muzeum Zachodniokaszubskie, Bytów[6]

Źródło:.

## Wystawy zbiorowe
- 1991 – Impresje Jasnogórskie, Częstochowa
- 1998 – Międzynarodowe Triennale Sztuki, Galeria „Refektarz”, Kartuzy
- 1999 – Wieża Babel I, Galeria „Strome Schody”, Lębork; Pascha Pana, Prezbiterium św. Trójcy, Gdańsk; Młoda Rzeźba Gdańska, Galeria ZAR, Gdańsk
- 1999 – Między naturą a kulturą, Galeria Bielska, BWA, Bielsko-Biała
- 2000 – Ziemia 2000, Galeria DAP, Warszawa
- 2000 – Miejsce na ziemi, Instytut PAN, Warszawa
- 2000 – Supermarket sztuki, Galeria ZPAP, Warszawa
- 2002 – Mit i Symbol XIII Międzynarodowe Biennale Rzeźby, Galeria Miejska „Arsenał”, Poznań
- 2004 – Mit i Symbol, Galeria Arsenał, Poznań
- 2005 – Materia Prima, Galeria Żak, Gdańsk
- 2005 – Tradycja i Współczesność, Pałac Opatów w Oliwie, Muzeum Narodowe w Gdańsku, Gdańsk
- 2006 – wystawa pokonkursowa nagrodzonych projektów w konkursie na pomnik Jana Pawła II, Chełm
- 2012 – Wobec przestrzeni, Nadbałtyckie Centrum Kultury, Gdańsk
- 2013 – I Triennale Sztuki Pomorskiej, Państwowa Galeria Sztuki, Sopot
- 2013 – Bez Korekty, Galeria EL, Elbląg

Źródło:.

## Realizacje
- 1992 – Pomnik Pamięci Ofiar Marszu Śmierci Więźniów Stutthofu, Nawcz
- 1993 – Kaplica Ofiar Piaśnicy, Wejherowo
- 1995 – Platja d’Aro, Hiszpania
- 1997 – udział w projekcie Last Supper Mausoleum, Toronto,
- 1998 – UL, Königshof, Bonn
- 2000 – Pomnik Jana Pawła II, Lubichowo
- 2001 – Epitafium, pomnik Ofiarom Stutthofu, Gęś koło Łeby
- 2003 – krzyż graniczny, Bukowina (województwo pomorskie)
- 2005 – Keinegrenzphal, Erlangen
- 2008 – Pomnik Kustosza Sanktuarium Matki Boskiej Królowej Kaszub, Sianowo
- 2008 – kamień węgielny Pomorskiej Drogi św. Jakuba
- 2008 – Projekt Bitej Monety Okolicznościowej „Jacobi”, Lębork
- 2009 – Pomnik Strażnika Granicznego w miejscu dawnej granicy państwowej, Skrzeszewo
- 2010 – realizacja elementów rzeźbiarskich Pomnika Martyrologii w Miejscu Pamięci, Piaśnica
- 2012 – Pomnik Nieśmiertelnik katyński, Darłowo
- 2012 – Pomnik Jana Pawła II, Lębork
- 2013 – Płaskorzeźba Epitafium-Nieśmiertelnik Jana III Sobieskiego w 330 rocznicę Odsieczy Wiedeńskiej; Wiedeń Kahlenberg
- 2015 – Pomnik płk. Ryszarda Kuklińskiego, Gdynia[7]
- 2016 – Pomnik gen. Andrzeja Błasika, Poznań – Krzesiny, Baza F-16[8]
- 2016 – Pomnik Rektora Gerarda Labudy, Luzino[9]
- 2018 – Pomnik Jana Pawła II – Bazylika świętych Dwunastu Apostołów w Rzymie[10]
- 2018 – Płaskorzeźba św. Maksymiliana Kolbe – Bazylika Sant`Andrea della Valle, Rzym[10]
- 2018 – Płaskorzeźba św. Maksymiliana Kolbe – Bazylika Sant`Andrea della Fratte, Rzym[10]

## Odznaczenia, nagrody i wyróżnienia
- 1991 – Wyróżnienie i nagroda specjalna Association D’Amitie Pologne, Francja
- 1997/1998 – Stypendium Ministra Kultury i Sztuki
- 1999 – Grand Prix Ministra Kultury i Sztuki, Dyplom ’98, ASP, Gdańsk
- 1999 – Nagroda w Międzynarodowym Konkursie organizowanym przez Europejskie Zrzeszenie Archeologów, Sztokholm
- 1999 – Nagroda Burmistrza Miasta Lęborka
- 2001 – Nagroda Miasta Gdańska dla młodych twórców w dziedzinie kultury
- 2002 – Stypendium Kulturalne Miasta Gdańska
- 2003 – Stypendium Prezydenta Miasta Gdańska
- 2006 – II nagroda w konkursie na pomnik Jana Pawła II w Chełmie
- 2007 – Medal „Zasłużony dla Diecezji Pelplińskiej”
- 2011 – Nagroda Rektora ASP w Gdańsku
- 2012 – Medal „Pro Patria”
- 2013 – Nagroda na I Triennale Sztuki Pomorskiej
- 2013 – Statuetka „Lęborski Lew”[11]
- 2014 – Skra Ormuzdowa, wyróżnienie miesięcznika Pomerania, Gdańsk[12]
- 2014 – Medal Senatu RP[4]
- 2018 – Brązowy Medal „Zasłużony Kulturze Gloria Artis”[13]
- 2023 – Medal Starosty Lęborskiego[14]
- 2023 – Nagroda Prezydenta Miasta Gdańska w Dziedzinie Kultury z okazji działalności twórczej[15]

Źródło:.